# Фейхоа
Фейхоа, реже Акка Селлова, Акка Фейхоа, Фейхоя (лат. Ácca sellowiána) — вид вечнозелёных кустарников или невысоких деревьев рода Акка (Acca) семейства Миртовые  (Myrtaceae). Порой этот вид выделяют в отдельный род Feijoa O. Berg, при таком подходе правильным названием вида будет Feijoa sellowiana (O.Berg) O.Berg — Фейхоа Селлова.
Ценная плодовая культура, культивируется во многих регионах мира с тропическим и субтропическим климатом.

## Название
Впервые растение было обнаружено европейцами в Бразилии в конце XIX века и получило своё научное название в честь первооткрывателя — португальского натуралиста Жоана да Силвы Фейхо (порт. João da Silva Feijó, 1760—1824). Видовой эпитет дан в честь немецкого натуралиста Фридриха Селлова (нем. Friedrich Sellow, Friedrich Sello, 1789—1831; другой вариант русского написания фамилии — Зелло), исследователя флоры Бразилии.
В справочных изданиях имеется разночтение относительно ударения в слове «фейхоа»: указывается ударение как на последний слог, так и на предпоследний.

## Распространение
Дикорастущие формы фейхоа распространены в Южной Америке — Уругвае, Парагвае, южной части Бразилии и на севере Аргентины. Благодаря сходству с гуавой растение известно как горная гуава, дикая гуава, полевая гуава или ананасовая гуава.
Типичное субтропическое растение. Плохо растёт в тропиках.
В Европе впервые появилось в 1890 году во Франции. Оттуда в 1900 году первые черенки привезли в Ялту и на Черноморское побережье Кавказа. Впоследствии растение стали культивировать по всему Закавказью. В 1901 году появилось в Калифорнии, в 1910 годы в Италии, откуда распространилось по всему Средиземноморью.
Экспериментальным путём выяснено, что растение способно переносить морозы до −11 °C.
В настоящее время произрастает в заповедных местах субтропической части Кавказа, на юге России — в Краснодарском крае, Дагестане, в Крыму, а также в Армении, Абхазии, Грузии, Туркменистане, Азербайджане, Австралии, Новой Зеландии, США (везде на Тихоокеанском побережье, а также в некоторых штатах Атлантического побережья — в Делавэре, Мэриленде, Вирджинии и Северной Каролине), Франции, Италии (особенно широко распространена на Сицилии), в Греции, Испании и Португалии.

## Биологическое описание
Крупный вечнозелёный раскидистый кустарник или дерево высотой до 4 м. Корневая система довольно поверхностно залегает в почве, густоразветвлённая, компактная, что характерно для влаголюбивых растений. Ствол с зеленовато-коричневой шероховатой корой.

Цветок крупным планом

Листья цельнокрайные, накрест супротивные, овальные (эллиптические), жёсткие, кожистые, на коротких черешках, часто обвисшие, перистого жилкования; снизу светло-зелёно-серые (сизоватые), опушённые, сверху гладкие, тёмно-зелёные.
Цветки четырёхчленные, пазушные, одиночные, парные или по нескольку в щитковидном соцветии, обоеполые, с многочисленными (50—80) тычинками, белые по краям и розовые ближе к центру; самостерильны (некоторые сорта частично самофертильны), опыляются насекомыми; цветёт в мае — июне (в Южном полушарии в ноябре — декабре), в тропиках цветение происходит периодическими волнами или непрерывно (ремонтантное). Однако массовое продолжается три недели, опадение завязей сильное, коэффициент полезной завязи — 15—17 %.
Плод — крупная, мясистая, сочная ягода с чашелистиками, остающими на верхушке; тёмно-зелёного цвета, от удлинённо-овальной до широкоокруглой и реже кубаревидной формы, длиной от 2 до 5, реже до 7 см, диаметром от 1,5 до 3—4, реже до 5 см, массой от 15 до 60 г, редко — до 105—120 г. Ароматом и вкусом мякоть ягоды напоминает землянику, ананас и киви. Семена окружены белой полупрозрачной кислой пульпой; кожура от жёлто-зелёной гладкой до тёмно-зелёной бугристой, иногда с антоциановым налётом.
Клонированное (привитое, укоренённое) фейхоа начинает плодоносить на третьем — четвёртом году, сеянцы — с 6—7-летнего возраста. Периодичности плодоношения нет. Период активной вегетации фейхоа во влажных субтропиках длится с начала апреля до начала ноября (в южном полушарии, соответственно, с начала октября до начала мая).
|                                      |  |  |
| Слева направо: листья, цветки, плоды |  |  |

## Состав
Плоды богаты сахарами, органическими кислотами, иодом. По данным Большой советской энциклопедии, содержание иода в плодах фейхоа составляет 2,06—3,9 мг на 1 кг плодов (суточная потребность в иоде для человека среднего возраста нормальной комплекции составляет 0,15 мг). В пересчёте на сухую массу плоды могут содержать иод в количестве от 8 до 35 мг на 100 г, при этом прослеживается чёткая зависимость содержания этого вещества в плодах от места произрастания растений относительно морского побережья: наивысшие показатели были получены у растений, росших у моря, а у растений, росших в 40—100 км от моря, содержание иода в плодах составляло 8—9 мг на 100 г.

## Использование

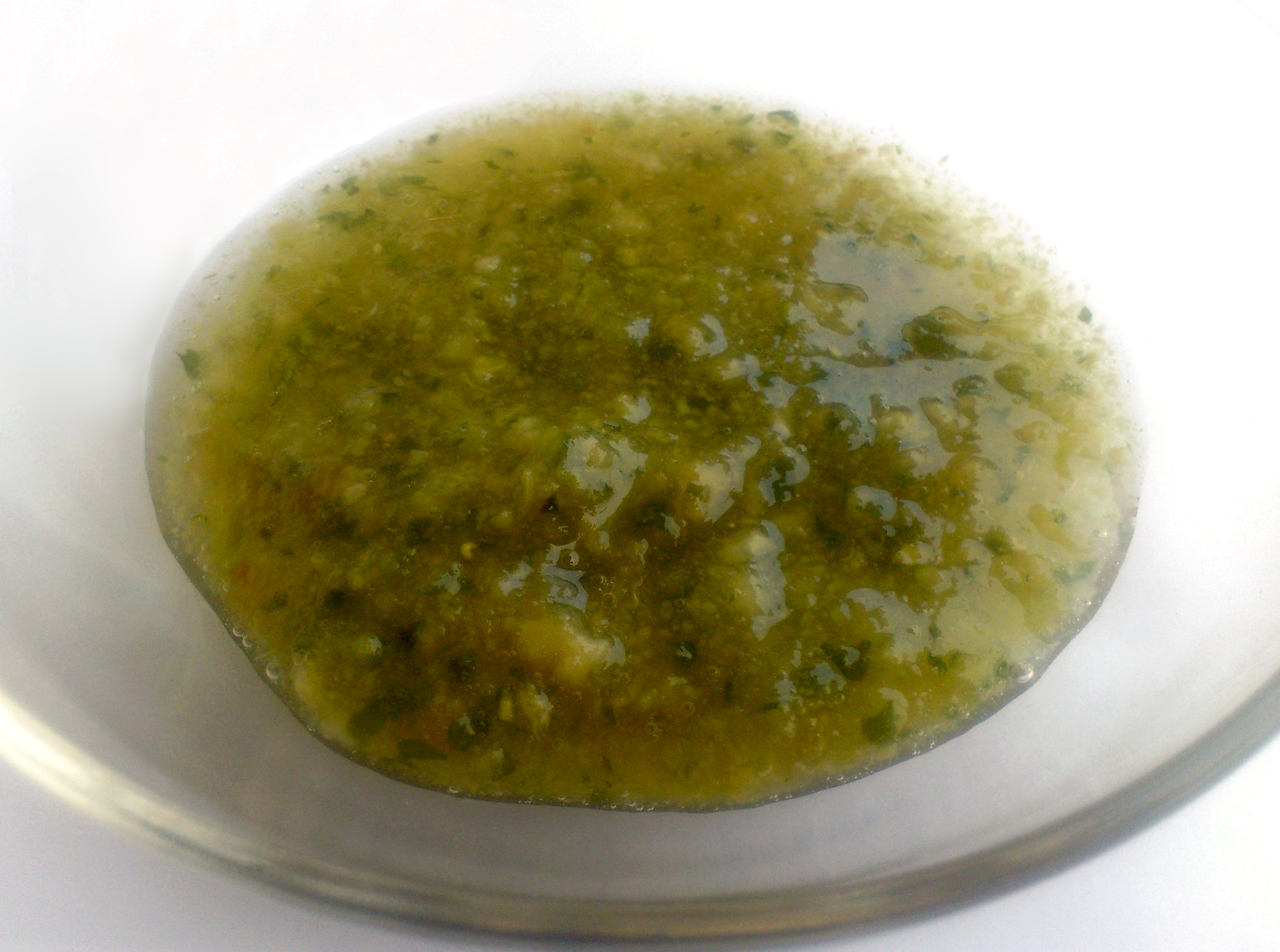
Пюре из фейхоа

Плоды фейхоа используют в кулинарии, приготавливая компоты, лимонады, пюре и салаты, после очистки перемалывают и смешивают с мёдом или сахаром (без дальнейшего консервирования, готово к употреблению сразу, один из самых простых способов приготовления), используют для начинки в выпечке и употребляют в сыром виде.
Используется при диетическом питании больных.